# USS „Squalus” zatonął
USS „Squalus” zatonął występujący również pt.  Na dnie (org. Submerged) – amerykański thriller z 2001 roku w reż. Jamesa Keacha na podstawie powieści Petera Maasa pt. The Terrible Hours i autentycznych wydarzeń.

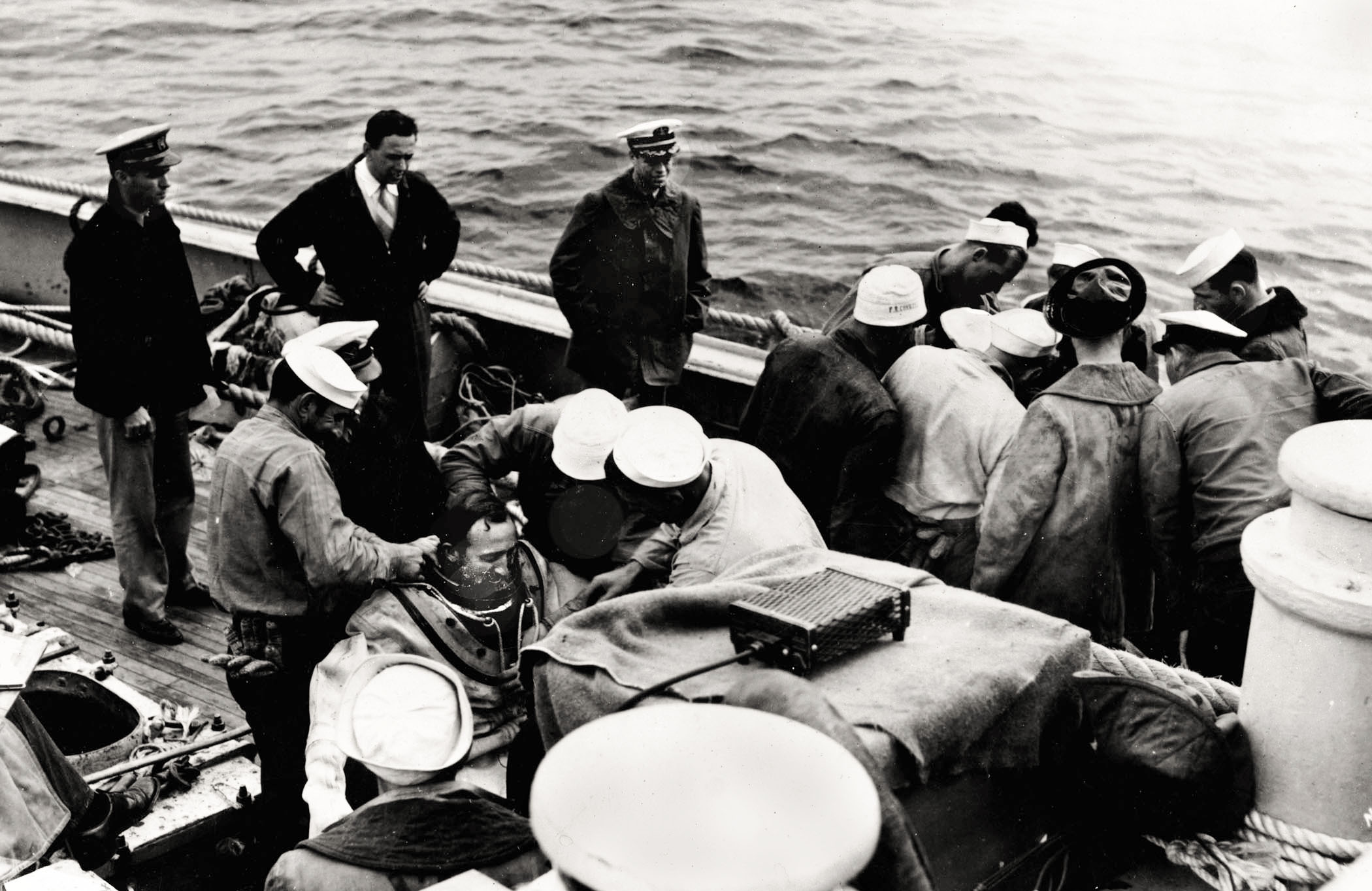
Film opowiada o autentycznych wydarzeniach – zdjęcie z akcji ratunkowej w maju 1939 roku

## Opis fabuły
Maj 1939. Jeden z najnowszych, nowoczesnych amerykańskich okrętów podwodnych USS „Squalus” wypływa w doświadczalny rejs. Podczas próbnego zanurzenia, na skutek awarii osiada na dnie. Części załogi (33 marynarzom) udaje się przeżyć wypadek. Dowództwo podejmuje akcję ratowniczą. Na jej czele staje komandor Charles B. Momsen – specjalista od nurkowania na dużych głębokościach. Dzięki rakietom sygnalizacyjnym, jakie załoga jest w stanie wystrzelić spod wody, okręt zostaje odnaleziony. Komandor Momsen w porozumieniu z adm. Cole podejmuje próbę wydobycia na powierzchnię ocalałych marynarzy za pomocą prototypowego dzwonu ratowniczego. Dzięki determinacji tych dwóch ludzi i zgranemu zespołowi ratunkowemu, cała operacja kończy się sukcesem.
Film oparty jest na autentycznych wydarzeniach, łącznie z postacią charyzmatycznego komandora Charles B. Momsena.

## Główne role
- Sam Neill – kmdr. Charles B. Momsen („Swede”)
- Shea Whigham – kpt. Oliver Naquin, dowódca USS „Squalus”
- Emily Procter – Frances Naquin
- Hugh O'Conor – nurek Jim McDonald
- Matthew Wait – nurek Skibitzky („Skibi”)
- Vincent Riotta – inż. Harold Preble
- Alex McSweeney – marynarz Lawrence Gainor
- John Pielmeier – kmdr. Fortis
- Marshall Griffin – Lloyd Maness
- Jenna Harrison – Betty Cole